# مستور العصيمي
مستور بن تركي العصيمي  (18 يونيو 1928 - 13 يناير 2021) هو شاعر نبطي ومحاورة سعودي.

## عن حياته
ولد الشاعر مستور بن تركي العصيمي العتيبي في وادي بسل عام 1347هـ - 1928م وبدأ الشعر عام 1370 هـ، يعتبر من أقدم شعراء المحاورة في الخليج والسعودية لاقى فطاحلة الشعراء مثل مطلق الثبيتي وصياف الحربي وجار الله السواط  وشليويح المطيري وعبد الله المسعودي ومحمد الجبرتي ومعيض العجي ورشيد الزلامي ومحمد بن جرشان، وله قصيدة كتابية واحدة فقط والكثير من مواجهات القلطة مع كبار الشعراء من مطلق الثبيتي وصياف الحربي وعبد الله المسعودي ومحمد الجبرتي وشليويح المطيري ومعيض العجي ورشيد الزلامي وجار الله السواط وسعد البقمي (المعنى) و خلف بن هذال العتيبي ومحمد بن جرشان البقمي وغيرهم.

## تكريمه
أُقيم له حفل تكريم يوم الخميس 19 محرم 1436هـ في مدينة الطائف وليس حفل اعتزال.

## وفاته
توفي مستور العصيمي فجر يوم الأربعاء 29 جمادى الأولى 1442 هـ/13 يناير 2021، عن عمر ناهز الثانية والتسعين بعد صراع مع المرض.